# Gornji Prnjarovec
Gornji Prnjarovec is een plaats in de gemeente Križ in de Kroatische provincie Zagreb. De plaats telt 343 inwoners (2001).